# Кубок обладателей кубков ФИБА 1968/1969
Кубок обладателей кубков 1969 — третий розыгрыш второго по значимости турнира, победу в котором одержал чехословацкий клуб  Славия Прага, в финале обыгравшая тбилисское  Динамо.

## 1 раунд
| Команда #1         | Разница   | Команда #2         | 1 игра | 2 игра |
| ------------------ | --------- | ------------------ | ------ | ------ |
| Стокгольм          | 141 — 177 | Барселона          | 70-80  | 71-97  |
| Сопрон Будапешт    | 155 — 171 | Спартак София      | 89-92  | 66-79  |
| Стяуа Бухарест     | 186 — 153 | Хапоэль Т-А        | 89-58  | 97-95  |
| Эдинбург           | 127 — 212 | Андерлехт          | 52-103 | 75-109 |
| Спортинг           | 121 — 186 | Бавария Мюнхен     | 64-84  | 57-102 |
| Измир              | 123 — 149 | Олимпия Любляна    | 57-70  | 66-79  |
| Ханделсминистериум | 119 — 171 | Панатинайкос Афины | 84-76  | 35-95  |

## 1/8 финала
| Команда #1       | Разница   | Команда #2         | 1 игра | 2 игра |
| ---------------- | --------- | ------------------ | ------ | ------ |
| Барселона        | 151 — 161 | Восточный Берлин   | 82-79  | 69-82  |
| Спартак София    | 151 — 128 | Лион               | 88-53  | 63-75  |
| Стяуа Бухарест   | 160 — 169 | Парфенопа Наполи   | 95-77  | 65-92  |
| Легия Варшава    | 167 — 155 | Андерлехт          | 97-69  | 70-86  |
| Хельсинки        | 150 — 170 | Славия Прага       | 74-76  | 86-94  |
| Бавария Мюнхен   | 127 — 195 | Олимпия Любляна    | 81-101 | 46-94  |
| Бенфика Лиссабон | 144 — 221 | Панатинайкос Афины | 74-110 | 70-111 |

## 1/4 финала
| Команда #1       | Разница   | Команда #2         | 1 игра | 2 игра |
| ---------------- | --------- | ------------------ | ------ | ------ |
| Парфенопа Наполи | - / +     | Панатинайкос Афины | 98-61  | -/+    |
| Спартак София    | 137 — 146 | Динамо Тбилиси     | 83-88  | 54-58  |
| Славия Прага     | 204 — 162 | Легия Варшава      | 113-82 | 91-80  |
| Олимпия Любляна  | 191 — 167 | Восточный Берлин   | 101-73 | 90-94  |

## 1/2 финала
| Команда #1         | Разница   | Команда #2     | 1 игра | 2 игра |
| ------------------ | --------- | -------------- | ------ | ------ |
| Панатинайкос Афины | 152 — 170 | Динамо Тбилиси | 81-67  | 71-103 |
| Олимпия Любляна    | 137 — 165 | Славия Прага   | 76-83  | 61-82  |

## Финал
| Команда #1   | Счет    | Команда #2     |
| ------------ | ------- | -------------- |
| Славия Прага | 80 — 74 | Динамо Тбилиси |

## Победитель
| Победитель Кубка Кубков 1969 |
| ---------------------------- |
| Славия Прага 1-й титул       |